# زكي عبد الفتاح
زكي عبد الفتاح لاعب كرة قدم مصري سابق في مركز حراسة المرمى ومدرب حراس مرمى حاليًا، من مواليد مدينة المحلة، ويتمتع بقدرات تدريبية خاصة جعلته أحد أفضل مدربي الحراس، وقد سبق له تدريب حراس مرمى المنتخب المصري.